# Dlakavi sleč
Dlakavi sleč (dlakavi pjenišnik, čupavi sleč, lat. Rhododendron hirsutum), vazdazeleni grm iz porodice vrjesovki. Rasprostranjen je po Europi, uz Hrvatsku raste i u Italiji, Slovačkoj, Sloveniji, Švicarskoj, Austriji, Bosni i Hercegovini i Njemačkoj.
Preferira karbonatna tla. Kod nas ga ima na Velebitu(sjeverna strana Vaganskog vrha) te na Risnjaku, Snježniku i Guslici u Gorskom kotaru.

## Uporaba
Biljka je otrovna za ljude (sadrži acetilandromedol). Od 1656. se koristi u hortikulturi.

## Sinonimi
- Azalea hirsuta (L.) Kuntze
- Chamaerhododendron hirsutum (L.) Bub.
- Rhododendron angustifolium Hoppe
- Rhododendron germanicum Hoppe
- Rhododendron glabratum Hoppe
- Rhododendron intermedium Schur
- Rhododendron latifolium Hoppe